# Маргарета фон Брауншвайг-Люнебург (1573–1643)
Вижте пояснителната страница за други личности с името Маргарета фон Брауншвайг-Люнебург.
Маргарета фон Брауншвайг-Люнебург (на немски: Margarethe (Margaretha) von Braunschweig-Lüneburg; * 6 април 1573, Целе; † 7 август 1643, Целе) от род Велфи, е принцеса от Брауншвайг-Люнебург и чрез женитба херцогиня на Саксония-Кобург (1599 – 1633).

## Живот
Дъщеря е на херцог Вилхелм Млади фон Брауншвайг-Люнебург (1535 – 1592) и съпругата му принцеса Доротея Датска (1546–1617).
Маргарета се омъжва на 16 септември 1599 г. в Кобург за херцог Йохан Казимир от Саксония-Кобург (1564 – 1633). Тя е втората му съпруга. Бракът е щастлив, но бездетен.
Нейният съпруг умира през 1633 г. Маргарета отива обратно в Целе и умира там на 70 години през 1643 г. Погребана е в княжеската гробница в градската църква „Св. Мариен“ в Целе.